# Флеминг, Пауль
Па́уль Фле́минг (нем. Paul Fleming; 5 октября 1609, Хартенштайн — 2 апреля 1640, Гамбург) — саксонский немецкий и новолатинский поэт, врач по образованию. Один из наиболее выдающихся лириков немецкого барокко. Участник Голштинского посольства в Московию и Персию.

## Жизнь
Родился в городе Хартенштайн в Саксонии, сын городского пастора. Сперва получал домашнее образование, затем учился в школе в Митвайде, в 14 лет был зачислен в престижную лейпцигскую школу Святого Фомы. В 1628 году поступил в Лейпцигский университет, медицинский факультет которого окончил в 1633.
В том же году по приглашению Адама Олеария Флеминг отправился в Голштинию, где присоединился к готовившемуся посольству в Россию. В августе 1634 года оно достигло Москвы; часть посольства в апреле 1635 года вернулась в Готторп, но Флеминг провёл ещё некоторое время в Ревеле. В октябре того же года он присоединился к посольству в Персию, достигшее Исфахана в августе 1637 года; Флеминг провёл там около двух лет. Впечатления о путешествие отразились в цикле стихов о Персии и Тарковском (Кумыкском) шамхальстве.
Вернувшись в Европу, он получил степень доктора медицины в Лейденском университете (в 1640 году). Флеминг намеревался снова отправиться в Ревель, чтобы жениться на купеческой дочери Анне Нихузен (с которой обручился во время первого посещения города), но по дороге умер в Гамбурге от воспаления лёгких. Похоронен в деамбулатории Церкви Святой Екатерины. Во время Второй мировой войны его надгробие было уничтожено; в 1959 г. рядом с местом погребения установлена мемориальная табличка.

## Творчество
Поэзия Флеминга проникнута влиянием античной буколики, отличается жизнерадостным восприятием бытия и в то же время характерным для лирики барокко ощущением его зыбкости. Часть его стихотворений посвящена Тридцатилетней войне; в них Флеминг, как и все крупные поэты эпохи, выражает надежду на скорейшее заключение мира. В 1631 году он перелагает псалмы Давида. Особая страница в его поэзии — стихи, написанные в России и о России (часть из них впервые переведена ещё А. П. Сумароковым).